# Saint-Julien-d'Armagnac
Saint-Julien-d'Armagnac is een gemeente in het Franse departement Landes (regio Nouvelle-Aquitaine) en telt 116 inwoners (2009). De plaats maakt deel uit van het arrondissement Mont-de-Marsan.

## Geografie
De oppervlakte van Saint-Julien-d'Armagnac bedraagt 15,4 km², de bevolkingsdichtheid is dus 7,5 inwoners per km².
De onderstaande kaart toont de ligging van Saint-Julien-d'Armagnac met de belangrijkste infrastructuur en aangrenzende gemeenten.

## Demografie
Onderstaande figuur toont het verloop van het inwonertal (bron: INSEE-tellingen).